# Rubén Tanucci
Rubén Alejandro Tanucci nació el 25 de marzo de 1964 en Avellaneda, Buenos Aires, Argentina, es un exfutbolista y entrenador argentino. Se formó en Independiente, pero la mayor parte de su trayectoria como profesional la desarrolló en Chile, donde jugó en 5 equipos. Tuvo dos participaciones en Copa Libertadores de América, la primera en el año 1992 con Coquimbo Unido y la segunda con Alianza Lima en el año 1994. Actualmente es agente libre.
Como director técnico inició su carrera en el fútbol infantil del Club Atlético Independiente. En dicho club desarrolló gran parte de su trabajo dirigiendo  división reserva y como técnico asistente en el fútbol profesional junto a Pepe Santoro. En Argentina, también trabajó en el Club Atlético Temperley y el Club Atlético Huracán, complementando su carrera en México en equipos de segunda división. Actualmente se desempeña como ayudante técnico de Lucas Pusineri en Independiente.
Se desempeña además, como profesor en el curso de directores técnicos (campus virtual) de la Asociación de Técnicos del Fútbol Argentino (ATFA), en la cátedra "Administración y Conducción de Equipos".

## Clubes

### Como jugador
| Club               | País      | Año       |
| ------------------ | --------- | --------- |
| Independiente      | Argentina | 1985      |
| Nicanor Otamendi   | Argentina | 1985      |
| Temperley          | Argentina | 1986-1987 |
| Estudiantes (LP)   | Argentina | 1987-1988 |
| Huracán            | Argentina | 1988-1989 |
| Racing de Córdoba  | Argentina | 1989-1990 |
| Unión Española     | Chile     | 1990      |
| Deportes La Serena | Chile     | 1991      |
| Coquimbo Unido     | Chile     | 1992      |
| Palestino          | Chile     | 1993      |
| Alianza Lima       | Perú      | 1994      |
| Palestino          | Chile     | 1995      |
| Huachipato         | Chile     | 1996-1998 |
| Unión Española     | Chile     | 1998      |

### Como formador
| Club                      | País      | Año       |
| ------------------------- | --------- | --------- |
| Independiente             | Argentina | 1999-2002 |
| Jaguares de Chiapas       | México    | 2003      |
| Jaguares de San Cristóbal | México    | 2003      |
| Independiente             | Argentina | 2005-2010 |
| Temperley                 | Argentina | 2011      |
| Independiente             | Argentina | 2012-2014 |
| Huracán                   | Argentina | 2016-2017 |

### Como asistente técnico
| Club                | País      | Año       | Asistente De       |
| ------------------- | --------- | --------- | ------------------ |
| Cúcuta Deportivo    | Colombia  | 2018      | Lucas Pusineri     |
| Deportivo Cali      | Colombia  | 2019      | Lucas Pusineri     |
| Independiente       | Argentina | 2020      | Lucas Pusineri     |
| Hermanos Colmenárez | Venezuela | 2022-2023 | Horacio Matuszyczk |

### Como entrenador
| Equipo            | País                 | Periodo             | Periodo                 | Partidos | Partidos | Partidos | Partidos |
| De                | A                    | PJ                  | PG                      | PE       | PP       |          |          |
| ----------------- | -------------------- | ------------------- | ----------------------- | -------- | -------- | -------- | -------- |
| Temperley         | Bandera de Argentina | 31 de marzo de 2011 | 21 de junio de 2011     |          |          |          |          |
| Reynosa FC        | Bandera de México    | 19 de marzo de 2014 | 11 de julio de 2014     |          |          |          |          |
| Cúcuta Deportivo  | Bandera de Colombia  | 16 de junio de 2023 | 5 de septiembre de 2023 | 9        | 4        | 3        | 2        |
| Consolidado Total |                      |                     |                         |          |          |          |          |